# Yūzō Tashiro
Yūzō Tashiro (田代 有三?, Tashiro Yūzō; Fukuoka, 22 luglio 1982) è un ex calciatore giapponese, di ruolo attaccante.

## Carriera
Formatosi nella rappresentativa calcistica dell'università di Fukuoka, ha militato nella sua carriera nell'Oita Trinita, nel Sagan Tosu, nel Kashima Antlers, nel Montedio Yamagata e nel Vissel Kobe.

## Palmarès
- Campionato giapponese: 3

Kashima Antlers: 2007, 2008, 2009